# Nafada
Nafada è una città della Repubblica Federale della Nigeria appartenente allo Stato di Gombe. È capoluogo dell'omonima area a governo locale (local government area) che si estende su una superficie di 1.586 km² e conta una popolazione di 138.185 abitanti.